# Katastrofa górnicza w kopalni Jas-Mos
Katastrofa górnicza w KWK Jas-Mos miała miejsce 6 lutego 2002 roku w kopalni "Jas-Mos" w Jastrzębiu-Zdroju. W jej wyniku zginęło 10 górników. Przyczyną katastrofy był wybuch pyłu węglowego podczas robót strzałowych.
Do wybuchu doszło o godzinie 4:36 na poziomie 700 metrów pod powierzchnią. Eksplodował pył węglowy. W strefie wypadku znajdowało się 47 górników prowadzących roboty strzałowe. 37 udało się wyprowadzić na powierzchnię, 2 z nich odniosło rany.
Po wypadku na zlecenie MSWiA został przygotowany raport dokumentujący nadużycia w handlu węglem i sprzętem górniczym, nie został on jednak wykorzystany w śledztwie ponieważ zniknął. W akcji ratunkowej brały udział zastępy ratowników górniczych z JSW oraz Okręgowej Stacji Ratownictwa Górniczego w Wodzisławiu Śląskim.

## Przyczyny
Z ustaleń komisji Wyższego Urzędu Górniczego wynika, że przestrzeganie przepisów oraz elementarnych zasad prowadzenia robót górniczych (m.in. w kwestii prac strzałowych) zapobiegłoby katastrofie. Winę za spowodowanie wybuchu ponosi jedna z osób, które zginęły. Dodatkowo stwierdzono brak należytego nadzoru ze strony kierownictwa i dozoru ruchu w kopalni.

## Ofiary katastrofy
1. Andrzej Chwolek (lat 43)
2. Wiesław Głowacki (lat 41)
3. Jacek Gojny (lat 28)
4. Ryszard Honisz (lat 42)
5. Andrzej Jurkiewicz (lat 33)
6. Kazimierz Knieżyk (lat 37)
7. Mirosław Kogut (lat 35)
8. Radosław Lis (lat 35)
9. Stanisław Mazur (lat 40)
10. Bogdan Różański (lat 36)

- Źródło:[2].